# Кравцов, Иван Васильевич
Кравцов Иван Васильевич (1 июня 1934, Терноватый Кут, Днепропетровская область — 3 мая 2010, Кировоград) — советский и украинский актёр, Народный артист Украины (2001).

## Биография
Родился 1 июня 1934 года в селе Терноватый Кут (ныне в черте Кривого Рога).
В 1957 году окончил Харьковский театральный институт по курсу Ивана Марьяненко. В 1957—1961 годах был артистом Волынского областного драматического театра.
В 1961 году Иван Васильевич перешёл в Кировоградский музыкально-драматический театр имени М. Л. Кропивницкого. В 1977—1979 годах работал в Черкасском областном украинском музыкально-драматическом театре имени Т. Г. Шевченко. В 1979 году Иван Кравцов вернулся в Кировоградский музыкально-драматический театр имени М. Л. Кропивницкого, в котором беспрерывно проработал до 2010 года.
Всего в активе артиста было около 200 сыгранных ролей.
Семья: жена Лидия Иосифовна Кравцова, дочь Наталья.
Умер 3 мая 2010 года в Кировограде, где и похоронен.

## Ведущие роли
- Солдат в пьесе «Любовь Яровая» Константина Тренёва;
- Панасик в пьесе «Цыганка Аза» Михаила Старицкого;
- Шельменко в комедии «Шельменко-денщик» Григория Квитки-Основьяненко;
- Возный в пьесе «Наталка Полтавка» Ивана Котляревского;
- Калитка в пьесе «Сто тысяч» Ивана Карпенко-Карого;
- Кукса в пьесе «Остались в дураках» Марка Кропивницкого.

## Награды
- 2001 — Народный артист Украины.